# Leopoldo La Rosa
Leopoldo La Rosa Urbani (Lima, Perú, 1931 - ibid., 28 de marzo de 2012) fue un compositor y músico peruano, director de orquesta.

## Biografía
Leopoldo La Rosa nació teniendo la suerte de contar con padres profesionales en la música.  Desde muy joven mostraba su predilección por la música y por la composición, estudiando en el Conservatorio Nacional de Música y paralelamente para ser Maestro de Capilla de la Basílica Metropolitana de lima. 
En el año de 1949 ganó, por Concurso Nacional, el puesto de organista y Maestro de Capilla de la Catedral de Lima. 
En el año 1953 viajó a Europa donde permaneció siete años en varios países, recibiendo clases de órgano de Jesús Guridi en Madrid, de Marcel Dupré en París, de Franz Sauer en el Mozarteum de Salzburgo y de Gianfranco Spinelli en Milán, con quienes se perfeccionó en las especialidades de Órgano y dirección orquestal, dirigiendo luego casi todas las orquestas profesionales del Perú, así como de México, Colombia, Ecuador, Bolivia, Brasil y Argentina.
Fue profesor del Conservatorio Nacional de Música de Lima, y director de su Banda Sinfónica, siendo distinguido como Profesor Honorario de dicha casa de estudios en el 2008. Fue director permanente de la Orquesta Sinfónica Nacional por 17 años.
Fue promotor la música clásica, de orquesta, a través del programa “Concierto”, del Canal 7, y también mediante los conciertos que ofrecía en la Concha Acústica del Campo de Marte o en el Parque Salazar de Miraflores, además fue Director de la Banda Sinfónica de la Fuerza Aérea del Perú.
Falleció  luego de padecer de un terrible cáncer por cinco años, el miércoles 28 de marzo de 2012. Al día siguiente, a las 3:00 de la tarde, se realizó una misa de cuerpo presente en la iglesia Santiago apóstol de San Isidro, antes de partir al entierro en el Cementerio Parque del Recuerdo, en el Distrito de Lurín.

## Obras
Tiene más de 50 composiciones escritas. 